# Gone Away
Gone Away – ballada rockowa zespołu The Offspring, którą wydano jako drugi singiel z ich czwartego albumu studyjnego Ixnay on the Hombre. Na albumie jest to czwarta piosenka. Piosenka również się znajduje na Greatest Hits jako szósta piosenka.
Utwór zadebiutował na # 1 na Hot Mainstream Rock Tracks, stając się ich jedynym singlem na #1 pozycji, a z kolei na Hot Modern Rock Chart utworów miał #4. Przez 2009, The Offspring odegrał „Gone Away” na fortepianie, na żywo w całej Europie oraz w Stanach Zjednoczonych.

## Lista utworów
1. „Gone Away” (wersja singlowa) – (4:27)
2. „Cool to Hate” (2:47)
3. „D.U.I” (2:27)
4. „Hey Joe” (wersja Billy’ego Robertsa) – (2:37)